# Províncies d'Irlanda

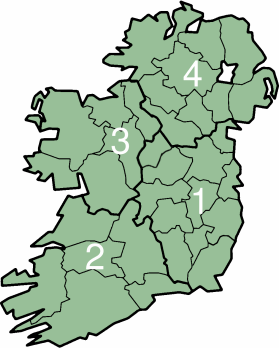
1. Leinster 2. Munster
3. Connacht 4. Ulster

Durant l'últim període celta i els primers temps històrics, Irlanda va ser dividida en províncies, substituint el sistema anterior, basat en els Tuatha. Les quatre províncies són:
1. Leinster
2. Munster
3. Connacht
4. Ulster

Al principi, hi va haver cinc províncies, però amb el pas del temps la més petita, Meath, va ser absorbida per Leinster. Durant l'edat daurada d'Irlanda, les províncies eren poc més que regnes vagament federats amb fronteres prou flexibles. En temps moderns, les províncies s'associen a comtats específics.
Les províncies van ser substituïdes pel sistema actual dels comtats després de l'ocupació normanda al segle xii. En gaèlic, el terme per a "província" és, "cúige", que significa" cinquè ", reflectint la divisió original.